# Michel Temer
Michel Miguel Elias Temer Lulia (Tietê, 23 settembre 1940) è un avvocato ed ex politico brasiliano, Presidente della Repubblica Federale del Brasile dal 31 agosto 2016 al 1º gennaio 2019, già Vicepresidente dal 1º gennaio 2011, facente funzione di Presidente dal 12 maggio 2016 fino a fine agosto, quando a seguito della votazione del Senato Dilma Rousseff è stata dichiarata decaduta da tale carica.
È stato presidente del Partito del Movimento Democratico Brasiliano e per tre volte presidente della Camera dei deputati.
Stretto collaboratore di Dilma Rousseff, ne è stato nominato Vice Presidente nel 2011. Il 12 maggio 2016 Temer assume la carica di Presidente facente funzioni in seguito alla votazione dell'impeachment da parte del Parlamento nei confronti della Rousseff, che è così stata sospesa dalla carica fino a 180 giorni, mentre il Senato l'ha giudicata per l'accusa di manipolazione dei dati del deficit di bilancio nazionale, accusa poi risultata infondata.
Nel 2009 fu indicato dal Departamento Intersindical de Assessoria Parlamentar (DIAP) come parlamentare più influente del Congresso Nazionale. Fa parte della massoneria, presenza attiva nella vita politica nazionale brasiliana.

## Biografia
Temer è figlio di immigrati libanesi maroniti e laureato in diritto presso l'Università Cattolica di San Paolo, dove fu un leader studentesco, ritiratosi quando la sinistra accademica prese il sopravvento. Fu professore di Diritto Costituzionale dall'agosto 1969 al 1984: è autore di opere giuridiche come "Constituição e Política", "Territórios Federais nas Constituições Brasileiras e Seus Direitos na Constituinte" e "Elementos do Direito Constitucional", quest'ultima giunta alla 20ª edizione e 200 000 copie vendute.
Aderì al Pmdb nel 1974. Cominciò l'attività politica come funzionario nello staff di Ataliba Nogueira, Segretario all'Educazione nel governo di Ademar de Barros. Nel 1983 Temer fu nominato procuratore generale dello Stato di San Paolo. L'anno seguente divenne Segretario per la Sicurezza Pubblica di San Paolo, incarico che tornò a occupare all'inizio degli anni 90.
Alla direzione di tale Istituzione creò la prima Delegazione delle Donne del Brasile dopo aver ricevuto, nel 1985, una Commissione che denunciava le violenze sulle donne e l'omissione delle Autorità verso questi reati.
Nel medesimo periodo istituì la Delegazione per la Protezione dei Diritti d'Autore come strumento per combattere la pirateria.
La sua prima amministrazione presso la Segreteria per la Sicurezza Pubblica costituì uno sprone per concorrere a un incarico elettivo. Confidò quindi al Governatore dell'epoca, Franco Montoro, il suo sogno di voler partecipare all'Assemblea Costituente Nazionale del 1986 e il Governatore lo incoraggiò a proseguire. Fu eletto quindi a deputato costituente per il PMDB e partecipò attivamente ai lavori dell'Assemblea Costituente dove si distinse per la sua posizione moderata e per la sua profonda conoscenza del Diritto Costituzionale.
Dopo il periodo della Costituente fu rieletto a deputato federale e fino a oggi ha già esercitato il suo sesto mandato, sempre per il PMDB. Si dimise dall'incarico soltanto per riassumere la direzione della Segreteria per la Sicurezza Pubblica di San Paolo e in seguito quella della Segreteria del Governo di tale Stato della Federazione.

## Attività parlamentare
Fu eletto per 3 volte alla Presidenza della Camera dei deputati (1997, 1999 e 2009). 
Nel corso della sua prima gestione creò un sistema di comunicazioni al fine di divulgare il lavoro dei parlamentari e i dibattiti pubblici svolti durante le Assemblee plenarie e nelle Commissioni.
In questo periodo la Camera discusse e votò vari progetti che modificarono la struttura dello Stato brasiliano con grande ripercussione per la modernizzazione delle istituzioni nazionali.
Sempre nelle sue funzioni di Presidente della Camera assunse la Presidenza interinale della Repubblica in due occasioni: dal 27 al 31 gennaio 1998 e il 15 giugno del 1999.
Il 17 dicembre 2010 rinunciò alla Presidenza della Camera per assumere l'incarico di Vicepresidente federale nel governo della presidente eletta Dilma Rousseff.
Nel libro Democracia e Cidadania riunì discorsi e articoli elaborati nel corso del suo mandato parlamentare.

## Presidenza
Il 12 maggio 2016 Temer assume i poteri di presidente al posto di Dilma Rousseff, per la quale il Parlamento dà avvio al procedimento di stato in accusa, con la sua sospensione fino a 180 giorni.
Il 31 agosto 2016, quando a seguito della votazione con risultato 62-20 del Senato a favore dell'impeachment, Dilma Rousseff viene definitivamente destituita, assume la carica di Presidente del Brasile, come previsto nel suo ruolo di Vicepresidente, restando in carica fino al 1º gennaio 2019.
Il governo annuncia l'abolizione delle "farmacie popolari" per l'estate 2017. Creati nel 2004 sotto la presidenza di Lula Da Silva, hanno permesso ai più svantaggiati di ottenere farmaci a basso costo.
Nell'agosto 2017 Temer ha deciso di abrogare lo status di riserva naturale di una parte della foresta amazzonica di 4 milioni di ettari per consentire l'estrazione mineraria da parte di imprese private e la conversione della foresta in colture per le imprese agro-alimentari.
Secondo i dati dell'Istituto Brasiliano di Geografia e Statistica, la povertà estrema è aumentata dell'11 per cento nel 2017, mentre sono nuovamente aumentate anche le disuguaglianze (il coefficiente di Gini è passato da 0,555 a 0,567). La riduzione del numero di beneficiari della Bolsa Família decisa dal governo è la causa principale, secondo lo studio.

## Procedimenti giudiziari

### InchiestaOperaçao Castelo de Areia
Nell'inchiesta "Operaçao Castelo de Areia" (Castello di Sabbia), sulla corruzione all'interno dell'Impresa di costruzioni Camargo Correa, il nome di Temer è citato 21 volte sulla lista desunta dalla contabilità parallela dell'impresa. Temer negò sempre e con molta veemenza qualsiasi coinvolgimento.

### InchiestaCaixa de Pandora
Nell'inchiesta "Caixa de Pandora" (Vaso di Pandora) sul cosiddetto "Mensalão do DEM no Distrito Federal", una presunta tangente fissa mensile destinata ad alcuni deputati presso il Parlamento di Brasilia, Temer è indicato essere uno dei possibili beneficiari.
A questo proposito Michel Temer disse:
(dichiarazioni del deputato nel rigettare le accuse in riferimento all'inchiesta "Castelo de Areia")

### InchiestaLava-Jato
Il 21 marzo 2019 viene sottoposto ad arresto preventivo nell'ambito dell'inchiesta "Lava-Jato" sulla corruzione nella compagnia petrolifera statale Petrobras. E' da tempo accusato, in virtù soprattutto della testimonianza di un altro imputato, José Antunes Sobrinho, proprietario dell'impresa Egenvix, di avere ricevuto tangenti milionarie nella costruzione di una centrale nucleare nei dintorni di Rio de Janeiro ad Angra Dos Reis, nonché in altre grandi opere di costruzione nel porto di Santos. In passato aveva evitato l’arresto, per due volte consecutive, beneficiando dell'immunità parlamentare, confermata dal voto del Parlamento.

## Vita personale
Michel Temer è l'ultimo di otto fratelli di una famiglia di cristiani maroniti emigrata da Btaaboura, nel Distretto di Koura, nel nord del Libano, nel 1925. È attualmente sposato con la terza moglie, Marcela Tedeschi Araujo, di 42 anni più giovane, dalla quale ha avuto il figlio Michel. Ha inoltre tre figlie, Luciana, Clarissa e Maristela, nate dal suo precedente matrimonio con Maria Célia Toledo, e un altro figlio, Eduardo, nato dalla relazione con una giornalista.

## Opere
- Território Federal nas Constituições Brasileiras, Ed. Revista dos Tribunais, 1975.
- Elementos de Direito Constitucional, Ed. Malheiros, 1987.
- Seus Direitos na Constituinte, 1989.
- Constituição e Política, Ed. Malheiros, 1994.